# Cinetodus conorhynchus
Cinetodus conorhynchus es una especie de pez de la familia Ariidae en el orden de los Siluriformes.

## Morfología
• Los machos pueden llegar alcanzar los 20 cm de longitud total.

## Hábitat
Es un pez demersal y de clima tropical.

## Distribución geográfica
Se encuentra en el río Lorentz (Irian Jaya, Indonesia ).